# Ali bin al-Hussein

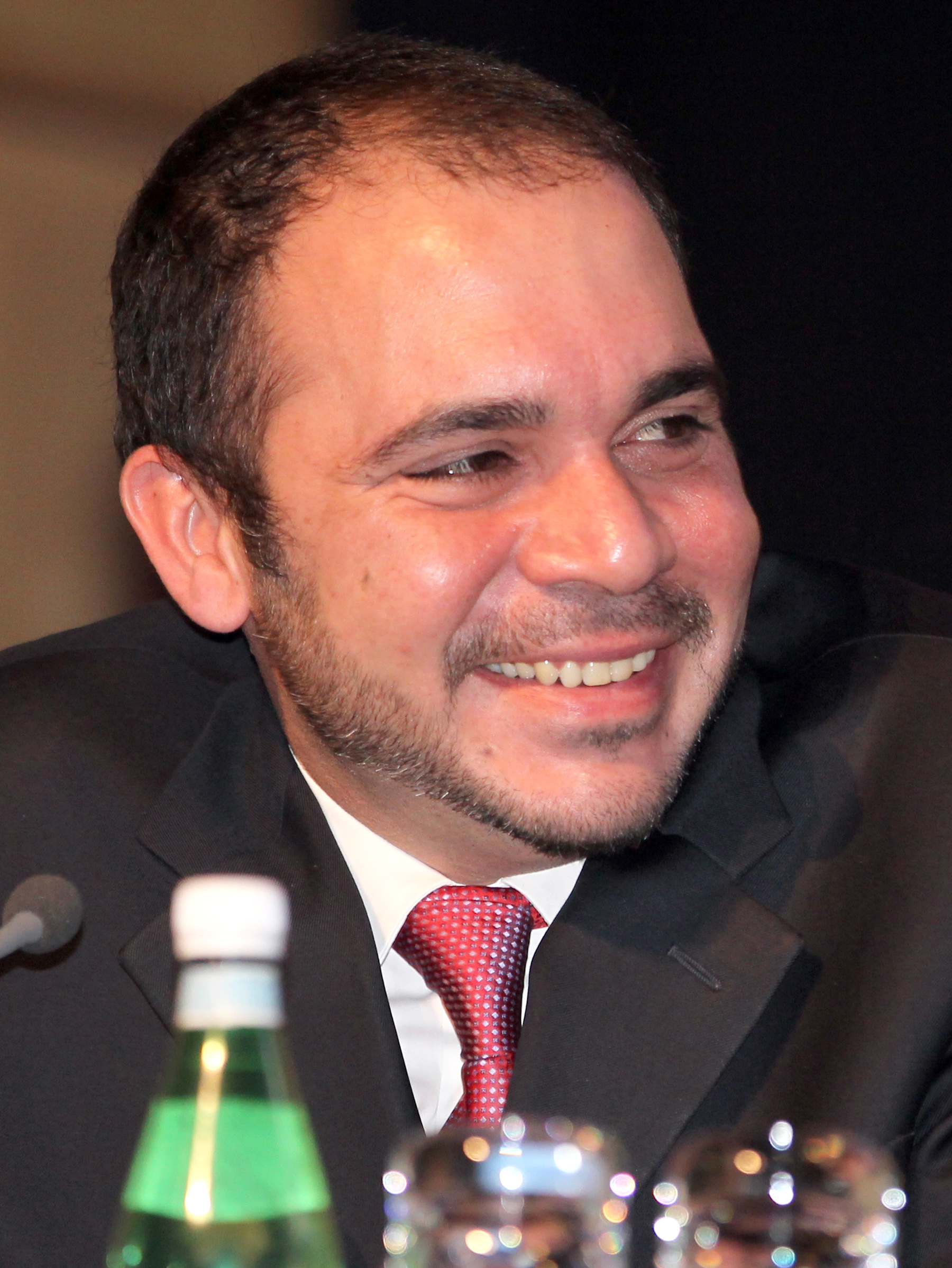
Ali bin al-Hussein (2012)

Ali bin al-Hussein (arabisch علي بن الحسين, DMG ʿAlī b. al-Ḥusain; * 23. Dezember 1975 in Jordanien) ist der vierte Sohn des verstorbenen Königs von Jordanien Hussein I. Seine Mutter ist Alia al-Hussein von Jordanien, die dritte Frau von Hussein I. Ali bin al-Hussein ist seit dem 7. September 2004 mit Prinzessin Rym Ali verheiratet.
Er ist Generalmajor und leitet seit 2008 das Nationale Zentrum für Sicherheit und Krisenmanagement, zuvor befehligte er neun Jahre die Leibgarde des Königs. Nach der Ausbildung in Jordanien, Großbritannien und den Vereinigten Staaten absolvierte er die Militärakademie Sandhurst.

## Sport
1999 wurde er Präsident des jordanischen Fußballverbandes. Er ist zudem Präsident des Regionalverbandes der west-asiatischen Fußballverbände, der West Asian Football Federation. Anstelle von Chung Mong-joon wurde er 2011 in einer Kampfabstimmung zum Vizepräsidenten des FIFA-Exekutivkomitees gewählt. Vier Jahre später verlor er die Wahl gegen Salman bin Ibrahim Al Chalifa und schied aus dem FIFA-Exekutivkomitee aus.
Al-Hussein trat am 29. Mai 2015 im Rahmen des FIFA-Kongresses in Zürich zur Wahl als FIFA-Präsident an. Er war damit der einzige Herausforderer des amtierenden Kandidaten Sepp Blatter. Blatter war zuvor wegen der massiven Vorwürfe der Korruption in der FIFA und der Festnahme einiger FIFA-Funktionäre in diesem Zusammenhang unter Druck geraten. Die Vertreter vieler stimmberechtigter Staaten kündigten daher vor der Wahl an, Ali bin al-Hussein wählen zu wollen. Im ersten Wahlgang erhielt al-Hussein 73 der 209 Stimmen, was die Durchführung eines zweiten Wahlgangs zur Folge gehabt hätte. Vor dem zweiten Wahlgang zog al-Hussein seine Kandidatur allerdings zurück, wodurch Sepp Blatter wiedergewählt wurde.

## Auszeichnungen
- 2001: Großes Goldenes Ehrenzeichen am Bande für Verdienste um die Republik Österreich[7]
- 2001: Knight Commander des Royal Victorian Order